# Peter F. Kurland
Peter Franklin Kurland (* 1958 in Nashville, Tennessee) ist ein US-amerikanischer Toningenieur.

## Leben
Peter Franklin Kurland wuchs in Nashville, Tennessee als Sohn des Musikers Sheldon Kurland (1928–2010) und dessen Frau Barbara auf. Er besuchte dort das Antioch College, wo er zunächst für Theater eingeschrieben war, jedoch 1981 seinen Abschluss in Betriebswirtschaftslehre machte. Außerdem lernte er dort seine spätere Frau Sharon kennen. Während seiner Zeit dort war er bei der Campus-Feuerwehr. Dies brachte ihm später einen Job als „Fire Chief“ (hoher Rang bei der amerikanischen Feuerwehr) ein.
Eher zufällig begann 1984 seine Karriere als Toningenieur. Er arbeitete an einem kleinen Fernsehfilm mit, da er durch seinen Vater Grundkenntnisse in Tontechnik hatte. Er lernte anschließend die Brüder Ethan und Joel Coen kennen und durfte bei deren erstem Film Blood Simple – Eine mörderische Nacht mitwirken. Dort war er Tonassistent. Seitdem war er an jedem Film der Coen-Brüder beteiligt, entweder als Tonassistent oder als Tonmischer. Das macht ihm zum einzigen Menschen neben den beiden Regisseuren, der an allen Coen-Filmen beteiligt war. Er arbeitete aber auch an anderen Produktionen wie Men in Black und den beiden Addams-Family-Kinofilmen mit. Neben seiner Arbeit am Ton ist er außerdem bei der Gewerkschaft und überprüft die Arbeitsbedingungen an den Filmsets von Tennessee.
1999 versuchte er sich erstmals als Filmproduzent. Sein Film Existo erhielt den Tennessee Independent Spirit Award des Nashville Film Festivals.
Kurland war insgesamt vier Mal für den Oscar nominiert. Zum einen war er zusammen mit den anderen drei regelmäßigen Mitgliedern des Coen-Tonteams Skip Lievsay, Greg Orloff und Craig Berkey dreimal für den besten Ton nominiert: für No Country for Old Men (Oscarverleihung 2008), True Grit (Oscarverleihung 2011) und Inside Llewyn Davis (Oscarverleihung 2014). Zum anderen war er bei der Oscarverleihung 2006 zusammen mit Paul Massey und Doug Hemphill für ihre Arbeit an Walk the Line in der gleichen Kategorie nominiert. Für letzteren gewann er einen BAFTA Award. Einen C.A.S. Award der Cinema Audio Society gewann er für Walk the Line, No Country for Old Man und True Grit. Außerdem gewann er bei der Grammy-Verleihung 2002 zwei Grammy Awards für den Soundtrack von O Brother, Where Art Thou? – Eine Mississippi-Odyssee.
Zusammen mit seiner Frau leitet er seit mehr als zwei Jahrzehnten das Darkhorse Theater in Nashville.